# ブルガリア空軍
ブルガリア空軍（ブルガリアくうぐん、ブルガリア語: Военновъздушните сили、略称ВВС）は、ブルガリアの空軍組織である。1906年に創設され、ナチス・ドイツとの同盟時代、ソビエト連邦との協力時代を経て現代に至っている。

## 組織
- 空軍総本部
  - 防空司令部
    - 第3戦闘機航空基地
      - 第1戦闘飛行隊
      - 第2戦闘飛行隊

    - 高射ミサイル旅団×3
    - 電波技術旅団

  - 戦術航空隊司令部
    - 第22攻撃機航空基地
      - 第1攻撃飛行隊
      - 第2攻撃飛行隊

    - 第24ヘリコプター航空基地
      - 第1攻撃ヘリコプター飛行隊
      - 第2輸送ヘリコプター飛行隊

    - 第16輸送機航空基地
      - 第1輸送飛行隊

  - 直轄部隊
    - 中央支援隊
    - 通信大隊
    - 軍事演習場×12
    - 軍事航空管制所

## 装備

### 固定翼機
- F-16C/D ブロック70 戦闘機 ×16機（調達予定）[2]
- MiG-29(9.12A) ファルクラムA 戦闘機 ×11機[3][4]
- MiG-29UB(9.51) ファルクラムB 複座練習機 ×3機（稼働状態は疑問）[3][4]
- MiG-21bis/UM ×複数機（保管中）[3]
- Su-25K フロッグフットK 対地攻撃機 ×5機[3]
- Su-25UBK フロッグフットB 複座練習機 ×1機[3]
- An-30 クランク 写真偵察機 ×1機[3]
- C-27J スパルタン 戦術輸送機 ×3機[3]
- An-2T コルト 軽輸送機 ×1機[3]
- L-410UVP-E 軽輸送機 ×2機[3]
- PC-12M（英語版） 軽輸送機 ×1機[3]
- L-39ZA アルバトロス 練習機 ×6機[3]
- PC-9M 練習機 ×6機[3]

### 回転翼機
- Mi-24D ハインドD 攻撃ヘリコプター ×6機（保管中）[3]
- Mi-24V ハインドE 攻撃ヘリコプター ×6機[3]
- Mi-17 ヒップH 輸送ヘリコプター ×5機[3]
- AS 532AL クーガー 輸送ヘリコプター ×12機[3]
- ベル 206 ジェットレンジャー 汎用ヘリコプター ×6機[3]

### 無人機
- ヤストレブ-2S[3]

### 対空兵器
- S-200（SA-5 ガモン） 地対空ミサイル ×12[3]
- S-300PMU（SA-10 グランブル） 地対空ミサイル ×8[3]
- S-125M ネヴァ-M（SA-3 ゴア） 地対空ミサイル[3]
- 2K12 クーブ（SA-6 ゲインフル） 地対空ミサイル[3]

### 搭載兵装
- R-3 空対空ミサイル[3]
- R-73 空対空ミサイル[3]
- R-27R 空対空ミサイル[3]
- Kh-29 空対地ミサイル[3]
- Kh-25 空対地ミサイル[3]

### 退役装備
- MiG-15UTI[5]
- MiG-17[5]
- MiG-21[5]
- MiG-23[5]
- Su-22[6]
- An-24[5]
- An-26[6]
- Il-14[5]
- Tu-134[5]
- Yak-40[6]
- L-29[5]
- Yak-11/18[5]
- Mi-2[5]
- Mi-4[5]
- Mi-8[5]
- AA-1[5]

## 国籍識別標

1938年 - 1941年の間に使用された国籍識別標
1941年 - 1944年の間に使用された国籍識別標
1944年 - 1946年の間に使用された国籍識別標
1946年 - 1948年の間に使用された国籍識別標
1948年 - 1992年の間に使用された国籍識別標
1992年以降使用されている国籍識別標

## 階級
空軍の階級一覧。
- 士官：Офицери
  - 将官：Висши офицери
    - 大将：Генерал
    - 中将：Генерал-лейтенант
    - 少将：Генерал-майор
    - 准将：Бригаден генерал

  - 佐官：Старши офицери
    - 大佐；Полковник
    - 中佐：Подполковник
    - 少佐：Майор

  - 尉官：Младши офицери
    - 大尉：Капитан
    - 上級中尉：Старши лейтенант
    - 中尉：Лейтенант
    - 少尉：Младши лейтенант
    - 士官候補生：Офицерски кандидат
- 下士官：Сержанти
  - 曹長：Старшина
  - 上級軍曹：Старши сержант
  - 軍曹：Сержант
  - 下級軍曹：Младши сержант
- 兵：Войнишки
  - 上等兵：Ефрейтор
  - 兵卒：Редник

## 歴代司令官
| 職名   | 氏名                 | 階級 | 在任期間 | 出身校       | 前職       |
| ------ | -------------------- | ---- | -------- | ------------ | ---------- |
| 司令官 | シメオン・シメオノフ | 少将 | 2005-    | 高等空軍学校 | 空軍参謀長 |